# Eleições parlamentares europeias de 2014 (Suécia)
As eleições parlamentares europeias de 2014 na  Suécia realizaram-se em 25 de maio, para escolher os 20 deputados suecos do Parlamento Europeu.

## Resultados
Os resultado finais das eleições parlamentares europeias na Suécia em 2014 foram os seguintes:

| Partido                 | Partido                  | Votos     | %               |      | Deputados |         |
| ----------------------- | ------------------------ | --------- | --------------- | ---- | --------- | ------- |
|                         | Partido Social-Democrata | 899 074   | 24,19 / 100,00  | 0,22 | 5 / 20    | Estável |
|                         | Partido Verde            | 572 591   | 15,41 / 100,00  | 4,39 | 4 / 20    | 2       |
|                         | Partido Moderado         | 507 488   | 13,65 / 100,00  | 5,18 | 3 / 20    | 1       |
|                         | Partido Popular Liberal  | 368 514   | 9,91 / 100,00   | 3,67 | 2 / 20    | 1       |
|                         | Democratas Suecos        | 359 248   | 9,67 / 100,00   | 6,40 | 2 / 20    | 2       |
|                         | Partido do Centro        | 241 101   | 6,49 / 100,00   | 1,02 | 1 / 20    | Estável |
|                         | Partido da Esquerda      | 234 272   | 6,30 / 100,00   | 0,64 | 1 / 20    | Estável |
|                         | Os Democratas Cristãos   | 220 574   | 5,93 / 100,00   | 1,25 | 1 / 20    | Estável |
|                         | Iniciativa Feminista     | 204 005   | 5,49 / 100,00   | 3,27 | 1 / 20    | 1       |
|                         | Partido Pirata           | 82 763    | 2,23 / 100,00   | 4,91 | 0 / 20    | 1       |
|                         | Outros                   | 27 148    | 0,73 / 100,00   |      | 0 / 20    |         |
| Votos inválidos         | Votos inválidos          | 42 173    | 1,13 / 100,00   | 0,70 |           |         |
| Total                   | Total                    | 3 758 951 | 100,00 / 100,00 |      | 20 / 20   | 2       |
| Eleitorado/Participação | Eleitorado/Participação  | 7 088 303 | 51,07 / 100,00  | 5,54 |           |         |